# Раде Кондић
Раде Кондић (Јаруге, код Приједора, 31. децембар 1914 — Бегов Хан, код Жепча, 31. јул 1944), учесник Народноослободилачке борбе и народни херој Југославије.

## Биографија
Рођен је 31. децембра 1914. године у селу Јаругама, код Приједора. Због лошег материјалног стања, његова му породица није могла омогућити школовање, па је од најмлађих дана морао да ради с родитељима пољопривредне послове. После одслужења војног рока, радио је као шумски радник у свом селу.
Године 1941. после окупације Краљевине Југославије и проглашења Независне Државе Хрватске (НДХ), отпочели су усташки злочини над српским становништвом. У једном таквом покољу, усташе из Козарца су упале у његово село и поклале већи број мештана, међу којима и његову мајку и брата. Раде се тада спасио бегом у суседно село Гомјеницу, код сестре Десе Адамовић. Потом је отишао на Козару, где је ступио у везу са члановима Комунистичке партије Југославије, који су радили на организовању устанка. Тада је на наговор др Младена Стојановића приступио Народноослободилачком покрету (НОП).
У лето 1941. године био је један од главних организатора устанка на Козари, из Приједорског среза — обилазио је села, окупљао људе, прикупљао оружје и другу опрему. Раде је 19. августа 1941. године на путу Приједор–Козарац, код Горњих и Доњих Орловаца, убио немачког подофицира на мотоциклу — то је био први припадник немачког Вермахта убијен на Козари. У току августа месеца 1941. године, примљен је у чланство Комунистичке партије Југославије (КПЈ). 
Најпре је био борац, а потом и заменик командира Приједорске партизанске чете, којом је командовао Јосип Мажар Шоша. У борби на Мраковици, 5. децембра 1941. године, када је уништена непријатељска посада и заробљено целокупно наоружање, био је међу првим борцима који су ускочили у непријатељске ровове. Штаб Другог крајишког партизанског одреда је тада похвалио борце који су се „изванредном храброшћу“ истакли у акцији, а Радетово име је на списку било на првом месту. Крајем децембра 1942. године постављен је за командира Прве чете Другог батаљона Другог крајишког одреда.
Јануара 1942. године, приликом напада на Козарац, борце своје чете је обукао у беле мантиле, које су девојке суседних села сашиле од чаршава. Тако маскирани, борци су се по снежној белини готово неприметно привукли непријатељским бункерима и уништили их. Када је 1. априла 1942. године формиран Крајишки ударни батаљон, чији је задатак био сузбијање четничког покрета на простору Бронзани Мајдан–Бања Лука–централна Босна, Раде је постављен за команданта Прве чете. У Ударном батаљону се налазио и Радетов нераздвојни друг Ранко Шипка, као командант Друге чете. Овај батаљон водио је успешне борбе на Голешима и Мањачи, Појезни и Крњину, 
Шњеготини и Караћу, на Поглеђеву и Патрији. Раде се посебно истакао у борбама током непријатељске офанзиве на Козару, јуна 1942. године, када је био рањен. Међу борцима његове чете био је познат по свом покличу приликом јуриша: Напријед, партизани! Напријед, Козаро!
Када је оздравио, постао је командант Крајишког ударног батаљона, који је 22. септембра 1942. године укључен у састав Пете крајишке козарске ударне бригаде, у којој је Раде био командант Четвртог батаљона. Са својим батаљоном је у борбама код Сухаче уништио читаву усташку пуковнију. Марта 1943. године, са својих 17 одабраних бораца, напао је непријатељску посаду која је на Уријама, код Приједора, чувала сабирни логор заробљених Козарчана. Тад је ослобођено 70 родољуба осуђених на смрт, од којих је њих 40 одмах ступило у јединице НОВ и ПО Југославије. Овај подвиг пренела је и радио-станица „Слободна Југославија“ и назвала га „великим војничким делом“. 
Маја 1943. године, његов батаљон је у Клашницама разбио Другу домобранску бојну Првог ловачког пука и запленио три хаубице од 150 мм, са све муницијом. Хаубице су тада извучене на брдо Љубић и са њега је испаљено око 600 граната на непријатеља који се из Прњавора повлачио ка Дервенти. Септембра 1943. године је постављен за заменика команданта, а 22. јула 1944. године, девет дана пре погибије, за команданта Пете крајишке козарске ударне бригаде. 
Године 1944. његова бригада је добила задатак да крене према Србији. Приликом форсирања реке Босне, између Топчић поља и Беговог Хана, под самом планином Мањачом, бригаду су, 31. јула 1944. године, напали делови 7. немачке СС дивизије „Принц Еуген“. Раде се тада, иако је био командант бригаде, нашао у првом борбеном реду у борби прса у прса, где је и погинуо.
Указом Председништва Антифашистичког већа народног ослобођења Југославије (АВНОЈ), 13. марта 1945. године, међу првим борцима Народноослободилачке војске, проглашен је за народног хероја Југославије.